# Sylvie's Love
Sylvie's Love è un film del 2020 diretto da Eugene Ashe.

## Trama
New York, fine anni '50. Robert è un talentuoso sassofonista jazz che lavora come commesso in un negozio di dischi ad Harlem. Qui conosce la figlia del proprietario, Sylvie, la quale dice a Robert che il suo fidanzato si trova in Corea e che si sposeranno al suo ritorno. Sylvie è appassionata di televisione e sogna di lavorare nel campo della produzione televisiva.
Robert viene notato da una affascinante mentore che si fa chiamare Contessa, la quale si propone di fare da manager al quartetto jazz in cui suona Robert, il Dickie Brewster Quartet. Il quartetto riesce ad avere successo e viene ingaggiato per una tournée a Parigi.
Robert è attratto da Sylvie e al termine di una serata in un locale jazz le chiede di ballare, per poi riaccompagnarla a casa. Sotto casa di Sylvie, i due si baciano.
Il giorno dopo Sylvie presenta Robert a sua madre Eunice, austera maestra di buone maniere. Sylvie elogia le doti artistiche di Robert, ma Eunice dice a Sylvie che non sta bene esaltare troppo un uomo di un ceto sociale inferiore come Robert. Sylvie, sopraffatta dal rimprovero della madre, dice subito a Robert che quanto accaduto il giorno prima è stato uno sbaglio.
Nonostante le reticenze di Eunice, Sylvie e Robert continuano a frequentarsi. Eunice è però contraria alla loro relazione, così il padre di Sylvie è costretto a licenziare Robert dal negozio di dischi.
Robert è in partenza per Parigi e chiede a Sylvie di andare con lui, ma la ragazza si rifiuta e gli nasconde di aspettare un bambino.
Trascorrono cinque anni. Sylvie si è sposata col vecchio fidanzato e lavora come assistente alla produzione per un programma televisivo di cucina. Il marito di Sylvie non è molto attento alle esigenze della moglie ed è concentrato sulla propria carriera.
Una sera, Sylvie si ritrova da sola davanti a un tetro in attesa dell'amica Mona, che tarda ad arrivare. Improvvisamente appare Robert, giunto a New York per registrare un album. Poiché Mona non si presenta, Sylvie chiede a Robert di farle compagnia e lui accetta. Robert scopre così che Sylvie è sposata e che ha una figlia, Michelle. Al termine della serata tra i due riesplode la passione.
Robert viene a scoprire dal padre di Sylvie che Michelle è sua figlia. Sylvie decide di lasciare il marito, stanca di vivere nella finzione che sia lui il padre di sua figlia.
Robert e Sylvie si rimettono insieme e Robert, volendo dedicarsi esclusivamente alla famiglia, lascia il suo quartetto jazz. Il vecchio produttore della band abbandona però Robert, dicendo che ormai il jazz è morto e Robert si ritrova senza lavoro. Truffato da un amico che gli aveva promesso un lavoro da musicista a Detroit, Robert decide di lasciare Sylvie perché si sente incapace di sostenere la famiglia.
Robert parte così per Detroit, nascondendo a Sylvie la truffa subita e il fatto che abbia cominciato a lavorare come semplice operaio.
Sylvie nel frattempo riesce a fare carriera nel mondo della tv, ma non dimentica Robert e decide di andare a Detroit per rimettersi con lui.

## Produzione
Le riprese sono cominciate a Los Angeles il 25 febbraio 2019. Il film è stato distribuito su piattaforma streaming Amazon Prime il 23 dicembre 2020.

## Accoglienza

### Critica
Secondo l'aggregatore di recensioni Rotten Tomatoes, il film ha un tasso di approvazione del 94%, basato su 83 recensioni professionali, con una media di voti di 7.1/10.